# Yan Pascal Tortelier
Yan Pascal Tortelier   (París, 19 d'abril de 1947) és un director i un violinista francès.
Nascut a París, és fill dels violoncel·listes Paul i Maud Martin Tortelier, i germà de Maria de la Pau. Tortelier va començar els estudis de piano i violí als 4 anys. Als 14 anys, va guanyar el primer premi de violí al Conservatori de París.
Tortelier ha treballat i gravat àmpliament al Regne Unit. Va ser director principal de l'Orquestra de l'Ulster de 1989 a 1992. Va ser director principal de l' Orquestra Filharmònica de la BBC de Manchester des de 1992 fins a 2003 i ara té el títol de director emèrit amb l'orquestra. També ha estat director invitat principal de la "National Youth Orchestra" de Gran Bretanya (NYOGB).
Tortelier va actuar com a director invitat principal de l'Orquestra Simfònica de Pittsburgh des del 2005 fins al 2008. Va ser director principal de l' Orquestra Sinfònica de l'Estat de São Paulo (OSESP) entre el 2009 i el 2011 i va tenir el títol de director honorari convidat a l'OSESP de 2011 a l'any 2013. Tortelier va dirigir per primera vegada a Islàndia la "Symphony Orchestra" (ISO) el 1998. L'octubre de 2015, la ISO va anunciar el nomenament de Tortelier com el seu proper director general, efectiu amb la temporada 2016-2017, amb un contracte inicial de 3 anys.
Enregistraments de Tortelier inclouen la seva pròpia orquestració de "Ravel's Trio". És un artista discogràfic habitual per a Chandos Records i ha realitzat enregistraments comercials per Chandos amb la BBC Philharmonic, la BBC Symphony Orchestra, i la "São Paulo Symphony Orchestra"". A la gravació d'Orphée aux enfers de 1978 de Plasson toca els solos de violí.